# Hoàng liên gai
Hoàng liên gai hay hoàng mù (danh pháp hai phần: Berberis julianae) là loài cây bụi thuộc họ Hoàng mộc. Đây là loài bản địa của vùng Hoa Trung, hiện được trồng ở nhiều nơi để làm cảnh.
Tại Việt Nam, hoàng liên gai được xếp vào Danh mục các loài thực vật, động vật nghiêm cấm khai thác, sử dụng vì mục đích thương mại.

## Hình ảnh

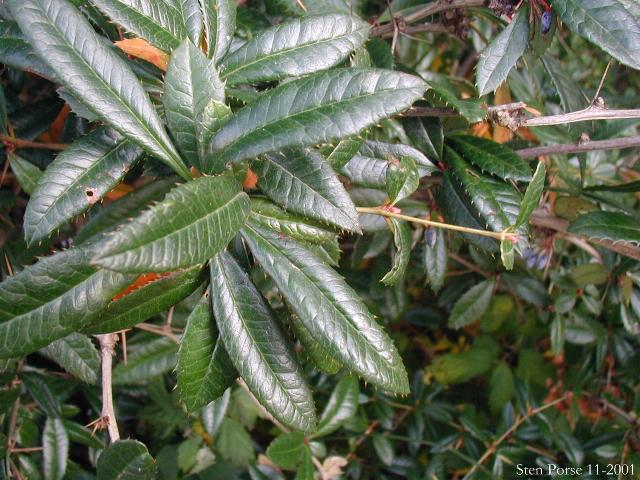
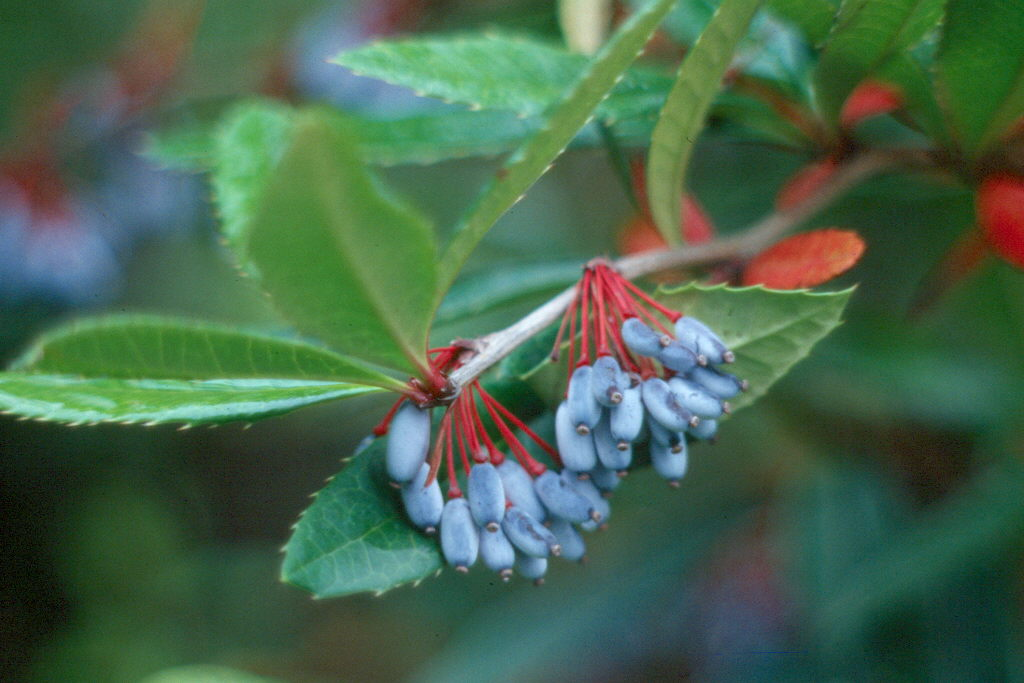
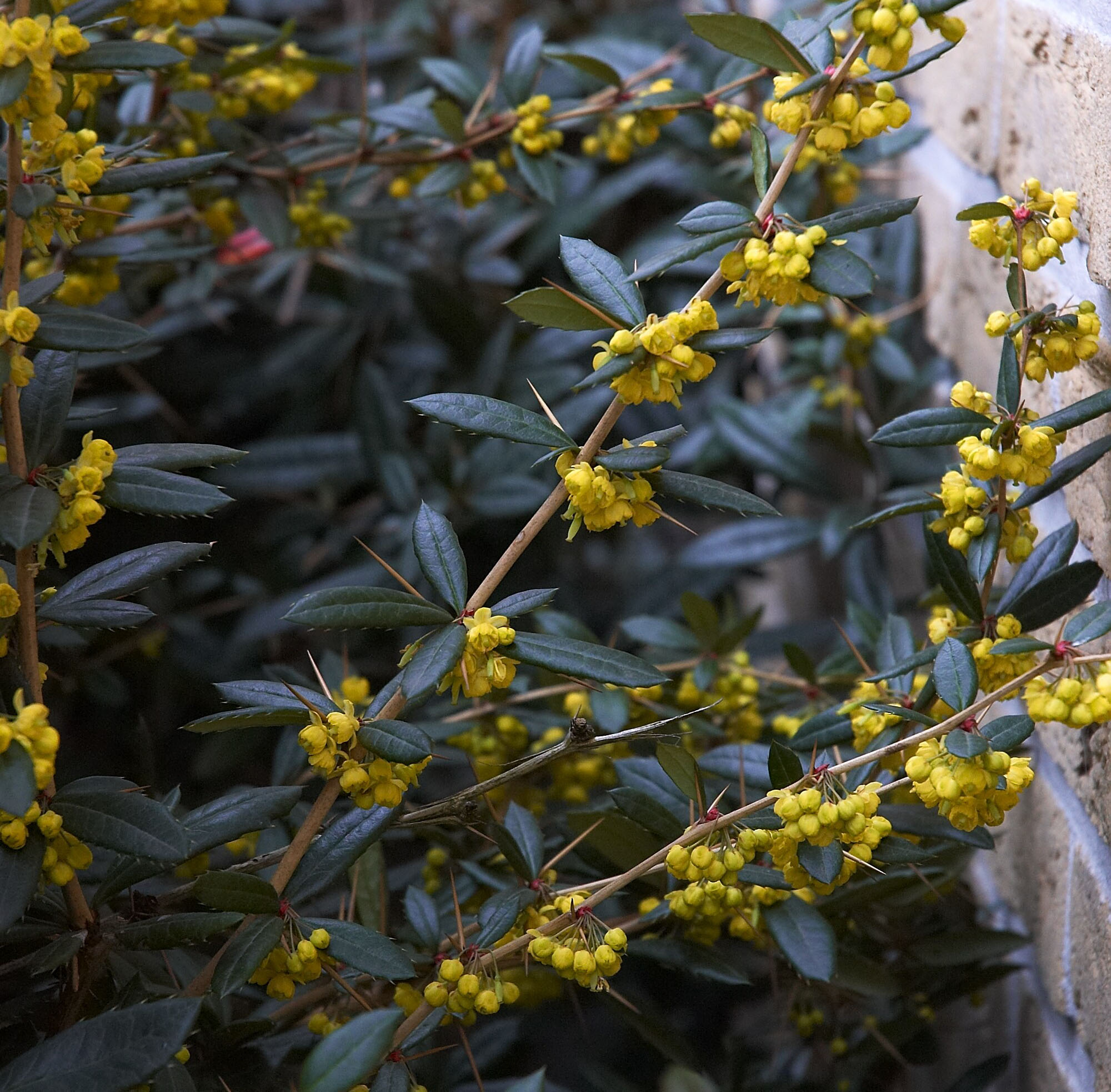
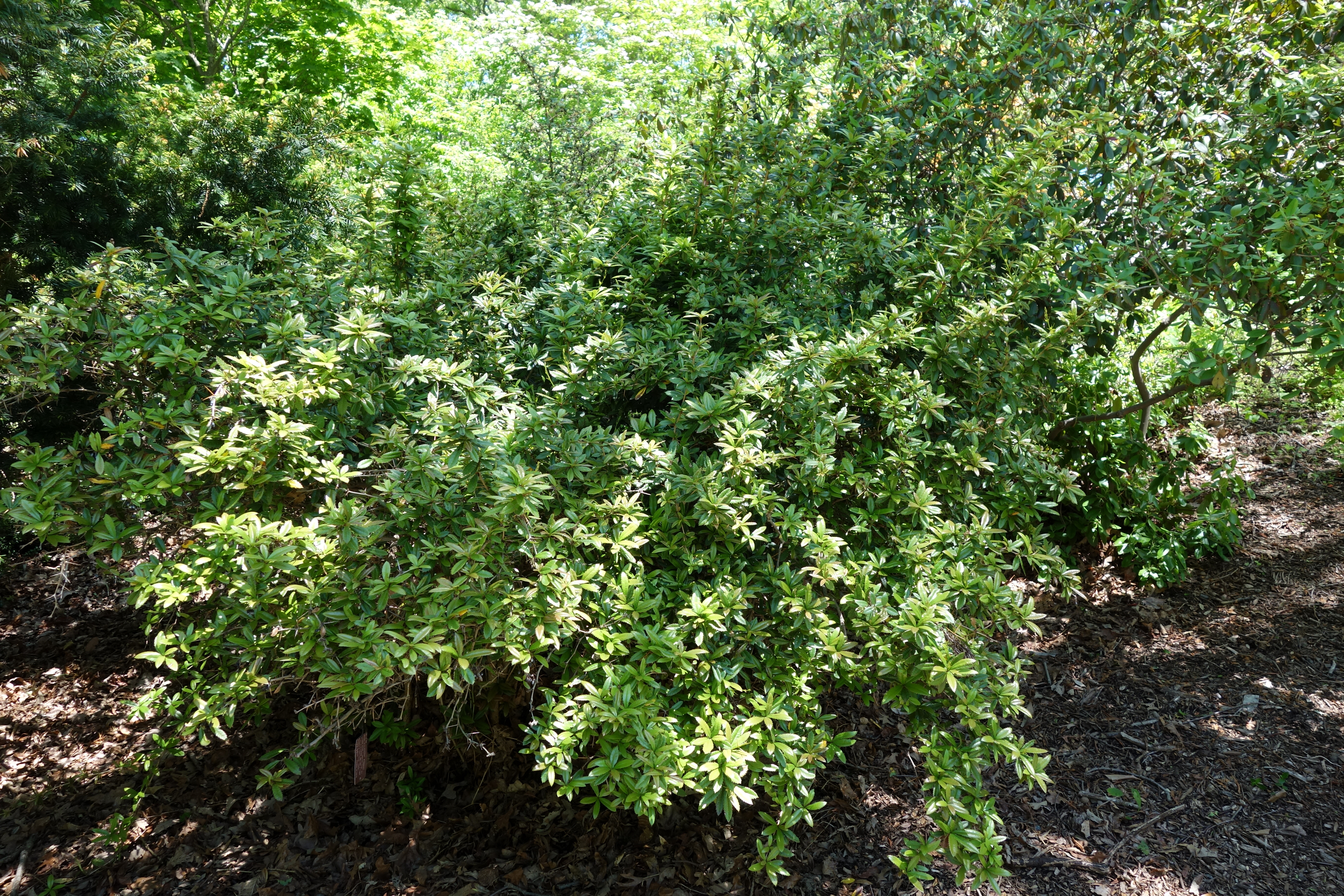